# Yanguas
Yanguas – gmina w Hiszpanii, w prowincji Soria, w Kastylii i León, o powierzchni 54,29 km². W 2011 roku gmina liczyła 123 mieszkańców.